# Buddhadeb Dasgupta
Buddhadeb Dasgupta, beng. বুদ্ধদেব দাশগুপ্ত (ur. 11 lutego 1944 w Anara, zm. 10 czerwca 2021 w Kalkucie) – indyjski poeta, reżyser i scenarzysta filmowy. Laureat Srebrnego Lwa za najlepszą reżyserię na 57. MFF w Wenecji za film Zapaśnicy (2000). 